# Philip Lamantia
Philip Lamantia est un poète américain né le 23 octobre 1927 et mort le 7 mars 2005. Il est apparenté à la Beat generation.

## Biographie
Philip Lamantia est né à San Francisco de parents originaires de Sicile. Il commence à écrire des poèmes et est remarqué par André Breton en 1943. Après la Seconde Guerre mondiale, il voyage à travers le monde, séjournant consécutivement au Mexique, au Maroc et en Europe. Puis il habite un temps avec les indiens Washo dans le Nevada avec lesquels il s'initie au peyotl. Le 7 octobre 1955 il participe à la lecture publique à la Six Gallery, à laquelle participèrent Allen Ginsberg, Michael McClure, Gary Snyder, Philip Whalen et Lawrence Ferlinghetti. À cette occasion il lut des poèmes de son ami John Hoffman, récemment décédé.
Il est décédé d'une crise cardiaque à son domicile de North Beach le 7 mars 2005.
Dans les Anges de la Désolation, Lamantia est représenté sous les traits de David D'Angeli par Jack Kerouac. Dans Les Clochards célestes et Tristessa, il est Francis DaPavia.

### Ouvrages en anglais
- Erotic Poems, Bern Porter Press, 1946
- Ekstasis, 1959
- Narcotica, 1959
- Destroyed Works, 1962
- Touch of the Marvelous, 1966
- Selected Poems 1943-1966, 1967
- Blood of the Air, 1970
- Touch of the Marvelous. A New Edition, 1974
- Becoming Visible, 1981
- Meadowlark West, 1986
- Bed of Sphinxes : New and Selected Poems, 1943-1993, 1997
- Tau, 2008

### Traductions éditées en français
- Révélations d'un jeune surréaliste : Poèmes choisis 1943-1966, éditions Jacques Brémond; 1996

## Publications sur l'auteur
- (en)The Surrealistic Metaphor of Philip Lamantia, Kathryn Kaney Heath, Stetson University, 1976
- Lettre à Philip Lamantia, Jean-Jacques Celly, collection Petite Lettre, Éd. Jacques Brémond, 1992
- (en)Hypodermic Light: The Poetry Of Philip Lamantia And The Question Of Surrealism, Steven Frattali, Éd. Peter Lang, 2005,  (ISBN 0820463744)